# Proteuxoa metableta
Espèce
Synonymes
- Caradrina metableta Turner, 1939[1]

Proteuxoa metableta est une espèce d'insectes lépidoptères nocturnes (papillons) de la famille des Noctuidae. Son aire de répartition comprend le Territoire de la capitale australienne, la Nouvelle-Galles du Sud, le Queensland et la Tasmanie en Australie.